# Felix von Thümen
Felix von Thümen (ur. 6 lutego 1839 w Dreźnie, zm. 13 października 1892 w Cieplicach) – niemiecki botanik i mykolog.

## Życiorys
Felix von Thümen ukończył gimnazjum w Dreźnie, po czym w wieku 19 lat wstąpił do armii pruskiej. Wkrótce jednak przeszedł na emeryturę z powodu kontuzji spowodowanej upadkiem z konia. Po krótkim pobycie na rodzinnej posiadłości ziemskiej musiał porzucić zarządzanie rodzinnym  gospodarstwem. Resztę życia poświęcił badaniom botanicznym i mykologicznym. Pod wpływem Ludwiga Reichenbacha swoje zainteresowania zwrócił głównie na grzyby. W 1876 r. został asystentem naukowym w chemiczno-fizjologicznej stacji badawczej w Klosterneuburgu. Posadę tę zajmował do końca życia. Stanowisko to dawało mu dużą swobodę w wyborze miejsca zamieszkania, tak, że w różnych okresach swojego życia mieszkał w Wiedniu, Berlinie i Gorizii. Cierpiał na ciężką chorobę serca, z powodu której wielokrotnie odwiedzał uzdrowiska Teplitz-Schönau (obecnie Cieplice w Czechach), gdzie zmarł w wieku 54 lat. Był stypendystą Pruskiej Akademii Nauk.

## Praca naukowa
Bardzo dobrze opanował umiejętność rozpoznawania grzybów i to nie tylko krajowych, ale i pochodzących z różnych regionów świata. Napisał opracowania o grzybach Austrii, Bawarii i Portugalii, a potem także obszerne systematyczne traktaty o gatunkach syberyjskich, egipskich, południowoafrykańskich, australijskich, północnoamerykańskich i argentyńskich. Te publikacje napisał na podstawie analizy okazów przysyłanych mu przez kolekcjonerów z tych regionów świata. Później zainteresował się fitopatologią, w szczególności grzybowymi chorobami winorośli i drzew owocowych. Napisał książki pt. The Mushrooms of the Vine i The Mushrooms of the Fruit Plants. Prace te miały praktyczne zastosowanie w rolnictwie i leśnictwie.
Publikował w takich czasopismach naukowych jak: Bull. De la Soc. Imp. Des Natural. de Moscou (1877, 78, 80, 82) w Nuov. Giorn. (1876, 80), Bull. Torr. Bot. Club. (1876, 78), w Grevillea, Hedwigia, „Flora“, a także w innych. Wśród wielu jego publikacji bardziej znane są Fungi nonnulli austriaci, Fungi of the Grapevine (1877), Mycotheca universalis (1884) i Herbarium mycologicum oeconomicum.
W naukowych nazwach opisanych przez niego taksonów dodawany jest skrót jego nazwiska Thüm.